# Cantonul Le Catelet
Cantonul Le Catelet este un canton din arondismentul Saint-Quentin, departamentul Aisne, regiunea Picardia, Franța.

## Comune
- Aubencheul-aux-Bois
- Beaurevoir
- Bellenglise
- Bellicourt
- Bony
- Le Catelet (reședință)
- Estrées
- Gouy
- Hargicourt
- Joncourt
- Lehaucourt
- Lempire
- Levergies
- Magny-la-Fosse
- Nauroy
- Sequehart
- Vendhuile
- Villeret